# Pierre Jean François De Floen Adlercrona
Pierre Jean François de Floën Adlercrona (Wezet, 23 maart 1773 - Luik, 16 december 1824) was een zoon van Pierre-Adolphe de Floen en van Marie-Jeanne de Fowarge. Zoals zijn vader werd hij officier in dienst van Oostenrijk en werd chef van een eskadron ulanen.
In 1805 trouwde hij met Marie-Victoire de Thiriart de Mutzhagen (1783-1851) en ze hadden twee dochters. In 1816 werd hij onder het Verenigd Koninkrijk der Nederlanden erkend in de erfelijke adel met de titel baron, overdraagbaar op al zijn afstammelingen en met de benoeming in de Ridderschap van de provincie Luik.
Hij werd lid van de Tweede Kamer en kamerheer van koning Willem I der Nederlanden.